# Xã Flint, Quận Pike, Illinois
Xã Flint (tiếng Anh: Flint Township) là một xã thuộc quận Pike, tiểu bang Illinois, Hoa Kỳ. Năm 2010, dân số của xã này là 96 người.